# Эсто-Алтайское сельское муниципальное образование
Э́сто-Алта́йское се́льское муниципа́льное образова́ние — сельское поселение в Яшалтинском районе Калмыкии Российской Федерации.
Административный центр — село Эсто-Алтай.

## География
СМО находится в южной части Яшалтинского района Калмыкии. Граничит на юге со Ставропольским краем, на западе с Южненским, Виноградненским и Дружненским СМО Городовиковского района, на севере - с Ульяновским и на востоке с Березовским и Веселовским СМО Яшалтинского района.

## Население
| 2002  | 2010  | 2011  | 2012  | 2013  | 2014  | 2015  |
| ----- | ----- | ----- | ----- | ----- | ----- | ----- |
| 1563  | ↘1502 | ↘1493 | ↘1458 | ↘1430 | ↘1404 | ↘1377 |
| 2016  | 2017  | 2018  | 2019  | 2020  | 2021  |       |
| ↘1363 | ↘1338 | ↘1298 | ↘1277 | ↘1266 | ↘1253 |       |

### Национальный состав
По данным Всероссийской переписи населения 2010 года:
| Национальность   | Численность (чел.) | Процентное соотношение |
| ---------------- | ------------------ | ---------------------- |
| Русские          | 600                | 39,95%                 |
| Турки-месхетинцы | 355                | 23,64%                 |
| Калмыки          | 202                | 13,45%                 |
| Азербайджанцы    | 44                 | 2,93%                  |
| Даргинцы         | 42                 | 2,80%                  |
| Немцы            | 42                 | 2,80%                  |
| Езиды            | 39                 | 2,60%                  |
| Армяне           | 38                 | 2,53%                  |
| Другие           | 138                | 9,19%                  |
| Не указали       | 2                  |                        |
| Всего            | 1 502              | 100,00%                |

## Состав сельского поселения
| № | Населённый пункт | Тип населённого пункта          | Население |
| - | ---------------- | ------------------------------- | --------- |
| 1 | Сладкое          | село                            | ↘143      |
| 2 | Эсто-Алтай       | посёлок, административный центр | ↘1357     |